# Kamitonda
Kamitonda (japanska: 上富田町?, Kamitonda-chō) är en landskommun (köping) i Wakayama prefektur i Japan. 